# Figueira Champions Classic 2024
La Figueira Champions Classic 2024 est la 2e édition de cette course cycliste d'un jour. Elle a lieu au Portugal le 10 février 2024 sur une distance de 220 km autour de Figueira da Foz. Elle fait partie du calendrier UCI ProSeries 2024 (deuxième niveau mondial) en catégorie 1.Pro.

## Parcours
Partant de Figueira da Foz, les coureurs effectuent d'abord deux boucles vallonnées différentes, la première vers le sud, la seconde au nord-est, à l'intérieur des terres, avant d'entrer après 103,4 km sur le circuit local tracé au nord de Figueira da Foz. Ce circuit local de 29,4 km est à accomplir quatre fois et comprend deux côtes : Rua Parque Forestal (montée de 2 100 m avec un pourcentage moyen de 8 %) et Enforca Cāes (montée de 900 m avec un pourcentage moyen de 10,3 %). Le sommet de la dernière ascension d'Enforca Cāes se situe à 6 km de l'arrivée à Figueira da Foz.

## Équipes participantes
Vingt-trois équipes de sept coureurs participent à la Figueira Champions Classic 2024 - dix WorldTeams, quatre ProTeams et neuf équipes continentales :
| WorldTeams (10)- Alpecin-Deceuninck - Arkéa-B&B Hotels - Astana Qazaqstan Team - EF Education-EasyPost - Intermarché-Wanty - Lidl-Trek - Movistar Team - Soudal Quick-Step - Team dsm-firmenich PostNL - UAE Team Emirates ProTeams (4)- Caja Rural-Seguros RGA - Equipo Kern Pharma - Euskaltel-Euskadi - Tudor Pro Cycling Team Équipes continentales (9)- ABTF Betão-Feirense - AP Hotels & Resorts-Tavira-SC Farense - Aviludo-Louletano-Loulé Concelho - Credibom-La Alumínios-Marcos Car - Efapel Cycling - Kelly-Simoldes-UDO - Rádio Popular-Paredes-Boavista - Sabgal / Anicolor - Tavfer-Ovos Matinados-Mortágua |
| |

## Favoris
Parmi les favoris, on peut citer le champion de Belgique Remco Evenepoel (Soudal Quick-Step) qui commence sa saison lors de cette course, son nouvel équipier espagnol Mikel Landa, le jeune mexicain Isaac Del Toro (UAE Emirates) et ses équipiers, le champion de Suisse Marc Hirschi et l'Italien Filippo Baroncini, le Belge Rune Herregodts (Intermarché Wanty), deuxième de l'édition 2023, le Suisse Stefan Bissegger (EF Education), le Belge Quinten Hermans (Alpecin Deceuninck), le Portugais Ruben Guerreiro et l'Espagnol Pelayo Sánchez (Movistar) ainsi que le duo italo-belge de Lidl Trek : Andrea Bagioli et Edward Theuns.

## Déroulement de la course
La course se joue dans une côte à 55 km de l'arrivée quand Remco Evenepoel attaque seul. Dans un premier temps, le jeune Mexicain Isaac Del Toro se lance à sa poursuite mais en vain. Le champion de Belgique augmente régulièrement son avance et réalise l'une des plus longues échappées en solitaire de sa carrière. Son compatriote Vito Braet règle le sprint du groupe d'une vingtaine de poursuivants 1 min 48 s plus tard.

## Classement
| \| Classement général \| Classement général \| Classement général \| Classement général \| Classement général \| \| Coureur \| Coureur \| Pays \| Équipe \| Temps \| \| ------------------ \| ------------------- \| ------------------ \| ---------------------- \| ------------------ \| \| 1er \| Remco Evenepoel \| Belgique \| Soudal Quick-Step \| 4 h 42 min 26 s \| \| 2e \| Vito Braet \| Belgique \| Intermarché-Wanty \| + 1 min 48 s \| \| 3e \| Simone Velasco \| Italie \| Astana Qazaqstan Team \| + 1 min 48 s \| \| 4e \| Lars Boven \| Pays-Bas \| Alpecin-Deceuninck \| + 1 min 48 s \| \| 5e \| Marius Mayrhofer \| Allemagne \| Tudor Pro Cycling Team \| + 1 min 48 s \| \| 6e \| Marc Hirschi \| Suisse \| UAE Team Emirates \| + 1 min 48 s \| \| 7e \| Marijn van den Berg \| Pays-Bas \| EF Education-EasyPost \| + 1 min 48 s \| \| 8e \| Christian Scaroni \| Italie \| Astana Qazaqstan Team \| + 1 min 48 s \| \| 9e \| Ruben Guerreiro \| Portugal \| Movistar Team \| + 1 min 48 s \| \| 10e \| Pelayo Sánchez \| Espagne \| Movistar Team \| + 1 min 48 s \| |                     |           |                        |                 |
| |                     |           |                        |                 |
| Source : ProCyclingStats |                     |           |                        |                 |
| Classement général |                     |           |                        |                 |
| Coureur | Coureur             | Pays      | Équipe                 | Temps           |
| 1er | Remco Evenepoel     | Belgique  | Soudal Quick-Step      | 4 h 42 min 26 s |
| 2e | Vito Braet          | Belgique  | Intermarché-Wanty      | + 1 min 48 s    |
| 3e | Simone Velasco      | Italie    | Astana Qazaqstan Team  | + 1 min 48 s    |
| 4e | Lars Boven          | Pays-Bas  | Alpecin-Deceuninck     | + 1 min 48 s    |
| 5e | Marius Mayrhofer    | Allemagne | Tudor Pro Cycling Team | + 1 min 48 s    |
| 6e | Marc Hirschi        | Suisse    | UAE Team Emirates      | + 1 min 48 s    |
| 7e | Marijn van den Berg | Pays-Bas  | EF Education-EasyPost  | + 1 min 48 s    |
| 8e | Christian Scaroni   | Italie    | Astana Qazaqstan Team  | + 1 min 48 s    |
| 9e | Ruben Guerreiro     | Portugal  | Movistar Team          | + 1 min 48 s    |
| 10e | Pelayo Sánchez      | Espagne   | Movistar Team          | + 1 min 48 s    |

### Classement UCI
La course attribue des points aux coureurs pour le Classement mondial UCI 2024 selon le barème suivant :
| Position           | 1er | 2e  | 3e  | 4e  | 5e | 6e | 7e | 8e | 9e | 10e | 11e | 12e | 13e | 14e | 15e | 16e à 30e | 31e à 40e |
| Classement général | 200 | 150 | 125 | 100 | 85 | 70 | 60 | 50 | 40 | 35  | 30  | 25  | 20  | 15  | 10  | 5         | 3         |

## Liste des participants
| Légende | Légende                                                                     | Légende | Légende                                                    |
| ------- | --------------------------------------------------------------------------- | ------- | ---------------------------------------------------------- |
| Num     | Dossard de départ porté par le coureur sur cette Figueira Champions Classic | Pos     | Position à l'arrivée de la course                          |
|         | Indique un maillot de champion national ou mondial, suivi de sa spécialité  | NP      | Indique un coureur qui n'a pas pris le départ de la course |
| AB      | Indique un coureur qui n'a pas terminé la course                            | HD      | Indique un coureur qui a terminé la course hors des délais |

| Soudal Quick-Step SOQ | Soudal Quick-Step SOQ         | Soudal Quick-Step SOQ |
| --------------------- | ----------------------------- | --------------------- |
| Num                   | Coureur                       | Pos                   |
| 1                     | Remco Evenepoel (BEL) (route) | 1er                   |
| 2                     | Mattia Cattaneo (ITA)         | 79e                   |
| 3                     | James Knox (GBR)              | 47e                   |
| 4                     | Mikel Landa (ESP)             | 19e                   |
| 5                     | Pieter Serry (BEL)            | 87e                   |
| 6                     | Warre Vangheluwe (BEL)        | AB                    |
| 7                     | Louis Vervaeke (BEL)          | AB                    |

| UAE Team Emirates UAD | UAE Team Emirates UAD      | UAE Team Emirates UAD |
| --------------------- | -------------------------- | --------------------- |
| Num                   | Coureur                    | Pos                   |
| 11                    | Filippo Baroncini (ITA)    | 23e                   |
| 12                    | Isaac Del Toro (MEX)       | 37e                   |
| 13                    | Marc Hirschi (SUI) (route) | 6e                    |
| 14                    | António Morgado (POR)      | 15e                   |
| 15                    | Rui Oliveira (POR)         | 66e                   |
| 16                    | Owen Cole (USA)            | 102e                  |
| 17                    | Duarte Marivoet (BEL)      | AB                    |

| Lidl-Trek LTK | Lidl-Trek LTK               | Lidl-Trek LTK |
| ------------- | --------------------------- | ------------- |
| Num           | Coureur                     | Pos           |
| 21            | Andrea Bagioli (ITA)        | 25e           |
| 22            | Sam Oomen (NED)             | 35e           |
| 23            | Edward Theuns (BEL)         | 68e           |
| 24            | Mathias Vacek (CZE) (route) | 30e           |
| 25            | Nils Aebersold (SUI)        | 94e           |
| 26            | Mats Wenzel (LUX)           | 70e           |

| Alpecin-Deceuninck ADC | Alpecin-Deceuninck ADC | Alpecin-Deceuninck ADC |
| ---------------------- | ---------------------- | ---------------------- |
| Num                    | Coureur                | Pos                    |
| 31                     | Quinten Hermans (BEL)  | 20e                    |
| 32                     | Nicola Conci (ITA)     | 21e                    |
| 33                     | Lars Boven (NED)       | 4e                     |
| 34                     | Jimmy Janssens (BEL)   | 45e                    |
| 35                     | Xandro Meurisse (BEL)  | 69e                    |
| 36                     | Stan Van Tricht (BEL)  | 89e                    |
| 37                     | Ramses Debruyne (BEL)  | 44e                    |

| EF Education-EasyPost EFE | EF Education-EasyPost EFE | EF Education-EasyPost EFE |
| ------------------------- | ------------------------- | ------------------------- |
| Num                       | Coureur                   | Pos                       |
| 41                        | Markel Beloki (ESP)       | AB                        |
| 42                        | Stefan Bissegger (SUI)    | 64e                       |
| 43                        | Mikkel Honoré (DEN)       | 11e                       |
| 44                        | James Shaw (GBR)          | 38e                       |
| 45                        | Yuhi Todome (JPN)         | 56e                       |
| 46                        | Michael Valgren (DEN)     | 36e                       |
| 47                        | Marijn van den Berg (NED) | 7e                        |

| Movistar Team MOV | Movistar Team MOV     | Movistar Team MOV |
| ----------------- | --------------------- | ----------------- |
| Num               | Coureur               | Pos               |
| 51                | Ruben Guerreiro (POR) | 9e                |
| 52                | Carlos Canal (ESP)    | 33e               |
| 53                | Jon Barrenetxea (ESP) | AB                |
| 54                | Johan Jacobs (SUI)    | 73e               |
| 55                | Iván Romeo (ESP)      | 18e               |
| 56                | Antonio Pedrero (ESP) | NP                |
| 57                | Pelayo Sánchez (ESP)  | 10e               |

| Intermarché-Wanty IWA | Intermarché-Wanty IWA | Intermarché-Wanty IWA |
| --------------------- | --------------------- | --------------------- |
| Num                   | Coureur               | Pos                   |
| 61                    | Vito Braet (BEL)      | 2e                    |
| 62                    | Simone Gualdi (ITA)   | 46e                   |
| 63                    | Rune Herregodts (BEL) | 34e                   |
| 64                    | Simone Petilli (ITA)  | 100e                  |
| 65                    | Laurenz Rex (BEL)     | 22e                   |
| 66                    | Tim Rex (BEL)         | 42e                   |
| 67                    | Mike Teunissen (NED)  | 41e                   |

| Team dsm-firmenich PostNL DFP | Team dsm-firmenich PostNL DFP | Team dsm-firmenich PostNL DFP |
| ----------------------------- | ----------------------------- | ----------------------------- |
| Num                           | Coureur                       | Pos                           |
| 71                            | Pavel Bittner (CZE)           | 32e                           |
| 72                            | John Degenkolb (GER)          | 54e                           |
| 74                            | Niklas Märkl (GER)            | AB                            |
| 75                            | Martijn Tusveld (NED)         | 65e                           |
| 76                            | Casper van Uden (NED)         | 57e                           |
| 77                            | Bram Welten (NED)             | AB                            |

| Arkéa-B&B Hotels ARK | Arkéa-B&B Hotels ARK    | Arkéa-B&B Hotels ARK |
| -------------------- | ----------------------- | -------------------- |
| Num                  | Coureur                 | Pos                  |
| 81                   | Vincenzo Albanese (ITA) | 77e                  |
| 82                   | Jenthe Biermans (BEL)   | 24e                  |
| 83                   | Anthony Delaplace (FRA) | 48e                  |
| 85                   | Michel Ries (LUX)       | 81e                  |
| 86                   | Léandre Lozouet (FRA)   | 51e                  |
| 87                   | Martin Tjøtta (NOR)     | 43e                  |

| Astana Qazaqstan Team AST | Astana Qazaqstan Team AST    | Astana Qazaqstan Team AST |
| ------------------------- | ---------------------------- | ------------------------- |
| Num                       | Coureur                      | Pos                       |
| 91                        | Samuele Battistella (ITA)    | 78e                       |
| 92                        | Simone Velasco (ITA) (route) | 3e                        |
| 93                        | Yevgeniy Fedorov (KAZ)       | 26e                       |
| 94                        | Anton Kuzmin (KAZ)           | 74e                       |
| 95                        | Igor Chzhan (KAZ)            | AB                        |
| 96                        | Christian Scaroni (ITA)      | 8e                        |
| 97                        | Max Walker (GBR)             | 67e                       |

| Tudor Pro Cycling Team TUD | Tudor Pro Cycling Team TUD   | Tudor Pro Cycling Team TUD |
| -------------------------- | ---------------------------- | -------------------------- |
| Num                        | Coureur                      | Pos                        |
| 101                        | Arthur Kluckers (LUX)        | 80e                        |
| 102                        | Marius Mayrhofer (GER)       | 5e                         |
| 103                        | Lucas Eriksson (SWE) (route) | 86e                        |
| 104                        | Rick Pluimers (NED)          | 29e                        |
| 105                        | Florian Stork (GER)          | 17e                        |
| 106                        | Yannis Voisard (SUI)         | AB                         |
| 107                        | Luc Wirtgen (LUX)            | 83e                        |

| Caja Rural-Seguros RGA CJR | Caja Rural-Seguros RGA CJR | Caja Rural-Seguros RGA CJR |
| -------------------------- | -------------------------- | -------------------------- |
| Num                        | Coureur                    | Pos                        |
| 111                        | Julen Arriolabengoa (ESP)  | 62e                        |
| 112                        | Gorka Sorarrain (ESP)      | 50e                        |
| 113                        | Jaume Guardeño (ESP)       | 52e                        |
| 114                        | Calum Johnston (GBR)       | 58e                        |
| 115                        | Eduard Prades (ESP)        | 12e                        |
| 116                        | Michal Schlegel (CZE)      | AB                         |
| 117                        | Thomas Silva (URU)         | 13e                        |

| Equipo Kern Pharma EKP | Equipo Kern Pharma EKP | Equipo Kern Pharma EKP |
| ---------------------- | ---------------------- | ---------------------- |
| Num                    | Coureur                | Pos                    |
| 121                    | Urko Berrade (ESP)     | 39e                    |
| 122                    | Pablo Castrillo (ESP)  | 16e                    |
| 123                    | José Félix Parra (ESP) | 76e                    |
| 124                    | Jon Agirre (ESP)       | AB                     |
| 125                    | Ibon Ruiz (ESP)        | 31e                    |
| 126                    | Jorge Gutiérrez (ESP)  | 49e                    |

| Euskaltel-Euskadi EUS | Euskaltel-Euskadi EUS  | Euskaltel-Euskadi EUS |
| --------------------- | ---------------------- | --------------------- |
| Num                   | Coureur                | Pos                   |
| 131                   | Xabier Isasa (ESP)     | 27e                   |
| 132                   | Asier Etxeberria (ESP) | 63e                   |
| 133                   | Txomin Juaristi (ESP)  | 84e                   |
| 134                   | Mikel Bizkarra (ESP)   | 40e                   |
| 135                   | Gotzon Martín (ESP)    | 14e                   |
| 136                   | Ibai Azurmendi (ESP)   | 101e                  |
| 137                   | Iker Mintegi (ESP)     | 28e                   |

| Sabgal-Anicolor SAT | Sabgal-Anicolor SAT    | Sabgal-Anicolor SAT |
| ------------------- | ---------------------- | ------------------- |
| Num                 | Coureur                | Pos                 |
| 141                 | Artem Nych             | 98e                 |
| 142                 | Oliver Rees (GBR)      | AB                  |
| 143                 | Rafael Reis (POR)      | 72e                 |
| 144                 | André Carvalho (POR)   | 90e                 |
| 145                 | Gabriel Baptista (POR) | AB                  |
| 146                 | Tiago Silva (POR)      | HD                  |

| Efapel Cycling EFL | Efapel Cycling EFL      | Efapel Cycling EFL |
| ------------------ | ----------------------- | ------------------ |
| Num                | Coureur                 | Pos                |
| 151                | Henrique Casimiro (POR) | AB                 |
| 152                | Alexander Grigoriev     | 91e                |
| 153                | Tiago Antunes (POR)     | 82e                |
| 154                | Abner González (PUR)    | HD                 |
| 155                | Pedro Pinto (POR)       | 85e                |
| 156                | Keegan Swirbul (USA)    | AB                 |
| 157                | Viacheslav Ivanov       | 92e                |

| ABTF Betão-Feirense CDF | ABTF Betão-Feirense CDF | ABTF Betão-Feirense CDF |
| ----------------------- | ----------------------- | ----------------------- |
| Num                     | Coureur                 | Pos                     |
| 161                     | Afonso Eulálio (POR)    | AB                      |
| 162                     | Fábio Oliveira (POR)    | AB                      |
| 163                     | Óscar Cabedo (ESP)      | AB                      |
| 164                     | Pedro Andrade (POR)     | AB                      |
| 165                     | Ivo Pinheiro (POR)      | 75e                     |
| 166                     | Diogo Oliveira (POR)    | HD                      |
| 167                     | Pedro Silva (POR)       | 71e                     |

| Tavfer-Ovos Matinados-Mortágua TAV | Tavfer-Ovos Matinados-Mortágua TAV | Tavfer-Ovos Matinados-Mortágua TAV |
| ---------------------------------- | ---------------------------------- | ---------------------------------- |
| Num                                | Coureur                            | Pos                                |
| 171                                | Bruno Silva (POR)                  | AB                                 |
| 172                                | João Matias (POR)                  | AB                                 |
| 173                                | Leangel Linarez (VEN)              | AB                                 |
| 174                                | Rafael Barbas (POR)                | AB                                 |
| 175                                | Nicolás Sáenz (COL)                | AB                                 |
| 176                                | César Martingil (POR)              | AB                                 |
| 177                                | Gonçalo Amado (POR)                | 59e                                |

| Kelly-Simoldes-UDO GSU | Kelly-Simoldes-UDO GSU    | Kelly-Simoldes-UDO GSU |
| ---------------------- | ------------------------- | ---------------------- |
| Num                    | Coureur                   | Pos                    |
| 181                    | Luís Gomes (POR)          | 53e                    |
| 182                    | Rui Carvalho (POR)        | 60e                    |
| 183                    | Francisco Guerreiro (POR) | 95e                    |
| 184                    | Tiago Ferreira (POR)      | AB                     |
| 185                    | Francisco Alves (POR)     | AB                     |
| 186                    | Noah Campos (POR)         | HD                     |
| 187                    | André Ribeiro (POR)       | AB                     |

| AP Hotels & Resorts-Tavira-SC Farense ATF | AP Hotels & Resorts-Tavira-SC Farense ATF | AP Hotels & Resorts-Tavira-SC Farense ATF |
| ----------------------------------------- | ----------------------------------------- | ----------------------------------------- |
| Num                                       | Coureur                                   | Pos                                       |
| 191                                       | Delio Fernández (ESP)                     | AB                                        |
| 192                                       | Ruben Simao (POR)                         | AB                                        |
| 193                                       | Diogo Pinto (POR)                         | AB                                        |
| 194                                       | Venceslau Fernandes (POR)                 | AB                                        |
| 195                                       | Afonso Silva (POR)                        | AB                                        |
| 196                                       | Miguel Salgueiro (POR)                    | AB                                        |
| 197                                       | Euclides Chingui (ANG)                    | AB                                        |

| Credibom-LA Alumínios-Marcos Car LAA | Credibom-LA Alumínios-Marcos Car LAA | Credibom-LA Alumínios-Marcos Car LAA |
| ------------------------------------ | ------------------------------------ | ------------------------------------ |
| Num                                  | Coureur                              | Pos                                  |
| 201                                  | Luís Fernandes (POR)                 | 88e                                  |
| 202                                  | François Vie (POR)                   | AB                                   |
| 203                                  | Diogo Narciso (POR)                  | 93e                                  |
| 204                                  | Rodrigo Caixas (POR)                 | AB                                   |
| 205                                  | João Oliveira (POR)                  | AB                                   |
| 206                                  | João Macedo (POR)                    | HD                                   |
| 207                                  | Emanuel Duarte (POR)                 | AB                                   |

| Aviludo-Louletano-Loulé Concelho AVL | Aviludo-Louletano-Loulé Concelho AVL | Aviludo-Louletano-Loulé Concelho AVL |
| ------------------------------------ | ------------------------------------ | ------------------------------------ |
| Num                                  | Coureur                              | Pos                                  |
| 211                                  | Daniel Viegas (POR)                  | AB                                   |
| 212                                  | Sergio García González (ESP)         | 55e                                  |
| 213                                  | Nicolás Tivani (ARG)                 | AB                                   |
| 214                                  | Tomás Contte (ARG)                   | 104e                                 |
| 215                                  | Tomás Martins (POR)                  | AB                                   |
| 216                                  | Carlos Oyarzún (CHI)                 | 96e                                  |
| 217                                  | David Domínguez (ESP)                | 99e                                  |

| Rádio Popular-Paredes-Boavista RPB | Rádio Popular-Paredes-Boavista RPB | Rádio Popular-Paredes-Boavista RPB |
| ---------------------------------- | ---------------------------------- | ---------------------------------- |
| Num                                | Coureur                            | Pos                                |
| 221                                | César Fonte (POR)                  | AB                                 |
| 222                                | Hugo Nunes (POR)                   | 103e                               |
| 223                                | Tiago Leal (POR)                   | AB                                 |
| 224                                | Francisco Peñuela (VEN)            | 97e                                |
| 225                                | Tiago Nunes (POR)                  | AB                                 |
| 226                                | Daniel Dias (POR)                  | AB                                 |
| 227                                | Hélder Gonçalves (POR)             | 61e                                |

| Soudal Quick-Step SOQ | Soudal Quick-Step SOQ         | Soudal Quick-Step SOQ |
| --------------------- | ----------------------------- | --------------------- |
| Num                   | Coureur                       | Pos                   |
| 1                     | Remco Evenepoel (BEL) (route) | 1er                   |
| 2                     | Mattia Cattaneo (ITA)         | 79e                   |
| 3                     | James Knox (GBR)              | 47e                   |
| 4                     | Mikel Landa (ESP)             | 19e                   |
| 5                     | Pieter Serry (BEL)            | 87e                   |
| 6                     | Warre Vangheluwe (BEL)        | AB                    |
| 7                     | Louis Vervaeke (BEL)          | AB                    |

| UAE Team Emirates UAD | UAE Team Emirates UAD      | UAE Team Emirates UAD |
| --------------------- | -------------------------- | --------------------- |
| Num                   | Coureur                    | Pos                   |
| 11                    | Filippo Baroncini (ITA)    | 23e                   |
| 12                    | Isaac Del Toro (MEX)       | 37e                   |
| 13                    | Marc Hirschi (SUI) (route) | 6e                    |
| 14                    | António Morgado (POR)      | 15e                   |
| 15                    | Rui Oliveira (POR)         | 66e                   |
| 16                    | Owen Cole (USA)            | 102e                  |
| 17                    | Duarte Marivoet (BEL)      | AB                    |

| Lidl-Trek LTK | Lidl-Trek LTK               | Lidl-Trek LTK |
| ------------- | --------------------------- | ------------- |
| Num           | Coureur                     | Pos           |
| 21            | Andrea Bagioli (ITA)        | 25e           |
| 22            | Sam Oomen (NED)             | 35e           |
| 23            | Edward Theuns (BEL)         | 68e           |
| 24            | Mathias Vacek (CZE) (route) | 30e           |
| 25            | Nils Aebersold (SUI)        | 94e           |
| 26            | Mats Wenzel (LUX)           | 70e           |

| Alpecin-Deceuninck ADC | Alpecin-Deceuninck ADC | Alpecin-Deceuninck ADC |
| ---------------------- | ---------------------- | ---------------------- |
| Num                    | Coureur                | Pos                    |
| 31                     | Quinten Hermans (BEL)  | 20e                    |
| 32                     | Nicola Conci (ITA)     | 21e                    |
| 33                     | Lars Boven (NED)       | 4e                     |
| 34                     | Jimmy Janssens (BEL)   | 45e                    |
| 35                     | Xandro Meurisse (BEL)  | 69e                    |
| 36                     | Stan Van Tricht (BEL)  | 89e                    |
| 37                     | Ramses Debruyne (BEL)  | 44e                    |

| EF Education-EasyPost EFE | EF Education-EasyPost EFE | EF Education-EasyPost EFE |
| ------------------------- | ------------------------- | ------------------------- |
| Num                       | Coureur                   | Pos                       |
| 41                        | Markel Beloki (ESP)       | AB                        |
| 42                        | Stefan Bissegger (SUI)    | 64e                       |
| 43                        | Mikkel Honoré (DEN)       | 11e                       |
| 44                        | James Shaw (GBR)          | 38e                       |
| 45                        | Yuhi Todome (JPN)         | 56e                       |
| 46                        | Michael Valgren (DEN)     | 36e                       |
| 47                        | Marijn van den Berg (NED) | 7e                        |

| Movistar Team MOV | Movistar Team MOV     | Movistar Team MOV |
| ----------------- | --------------------- | ----------------- |
| Num               | Coureur               | Pos               |
| 51                | Ruben Guerreiro (POR) | 9e                |
| 52                | Carlos Canal (ESP)    | 33e               |
| 53                | Jon Barrenetxea (ESP) | AB                |
| 54                | Johan Jacobs (SUI)    | 73e               |
| 55                | Iván Romeo (ESP)      | 18e               |
| 56                | Antonio Pedrero (ESP) | NP                |
| 57                | Pelayo Sánchez (ESP)  | 10e               |

| Intermarché-Wanty IWA | Intermarché-Wanty IWA | Intermarché-Wanty IWA |
| --------------------- | --------------------- | --------------------- |
| Num                   | Coureur               | Pos                   |
| 61                    | Vito Braet (BEL)      | 2e                    |
| 62                    | Simone Gualdi (ITA)   | 46e                   |
| 63                    | Rune Herregodts (BEL) | 34e                   |
| 64                    | Simone Petilli (ITA)  | 100e                  |
| 65                    | Laurenz Rex (BEL)     | 22e                   |
| 66                    | Tim Rex (BEL)         | 42e                   |
| 67                    | Mike Teunissen (NED)  | 41e                   |

| Team dsm-firmenich PostNL DFP | Team dsm-firmenich PostNL DFP | Team dsm-firmenich PostNL DFP |
| ----------------------------- | ----------------------------- | ----------------------------- |
| Num                           | Coureur                       | Pos                           |
| 71                            | Pavel Bittner (CZE)           | 32e                           |
| 72                            | John Degenkolb (GER)          | 54e                           |
| 74                            | Niklas Märkl (GER)            | AB                            |
| 75                            | Martijn Tusveld (NED)         | 65e                           |
| 76                            | Casper van Uden (NED)         | 57e                           |
| 77                            | Bram Welten (NED)             | AB                            |

| Arkéa-B&B Hotels ARK | Arkéa-B&B Hotels ARK    | Arkéa-B&B Hotels ARK |
| -------------------- | ----------------------- | -------------------- |
| Num                  | Coureur                 | Pos                  |
| 81                   | Vincenzo Albanese (ITA) | 77e                  |
| 82                   | Jenthe Biermans (BEL)   | 24e                  |
| 83                   | Anthony Delaplace (FRA) | 48e                  |
| 85                   | Michel Ries (LUX)       | 81e                  |
| 86                   | Léandre Lozouet (FRA)   | 51e                  |
| 87                   | Martin Tjøtta (NOR)     | 43e                  |

| Astana Qazaqstan Team AST | Astana Qazaqstan Team AST    | Astana Qazaqstan Team AST |
| ------------------------- | ---------------------------- | ------------------------- |
| Num                       | Coureur                      | Pos                       |
| 91                        | Samuele Battistella (ITA)    | 78e                       |
| 92                        | Simone Velasco (ITA) (route) | 3e                        |
| 93                        | Yevgeniy Fedorov (KAZ)       | 26e                       |
| 94                        | Anton Kuzmin (KAZ)           | 74e                       |
| 95                        | Igor Chzhan (KAZ)            | AB                        |
| 96                        | Christian Scaroni (ITA)      | 8e                        |
| 97                        | Max Walker (GBR)             | 67e                       |

| Tudor Pro Cycling Team TUD | Tudor Pro Cycling Team TUD   | Tudor Pro Cycling Team TUD |
| -------------------------- | ---------------------------- | -------------------------- |
| Num                        | Coureur                      | Pos                        |
| 101                        | Arthur Kluckers (LUX)        | 80e                        |
| 102                        | Marius Mayrhofer (GER)       | 5e                         |
| 103                        | Lucas Eriksson (SWE) (route) | 86e                        |
| 104                        | Rick Pluimers (NED)          | 29e                        |
| 105                        | Florian Stork (GER)          | 17e                        |
| 106                        | Yannis Voisard (SUI)         | AB                         |
| 107                        | Luc Wirtgen (LUX)            | 83e                        |

| Caja Rural-Seguros RGA CJR | Caja Rural-Seguros RGA CJR | Caja Rural-Seguros RGA CJR |
| -------------------------- | -------------------------- | -------------------------- |
| Num                        | Coureur                    | Pos                        |
| 111                        | Julen Arriolabengoa (ESP)  | 62e                        |
| 112                        | Gorka Sorarrain (ESP)      | 50e                        |
| 113                        | Jaume Guardeño (ESP)       | 52e                        |
| 114                        | Calum Johnston (GBR)       | 58e                        |
| 115                        | Eduard Prades (ESP)        | 12e                        |
| 116                        | Michal Schlegel (CZE)      | AB                         |
| 117                        | Thomas Silva (URU)         | 13e                        |

| Equipo Kern Pharma EKP | Equipo Kern Pharma EKP | Equipo Kern Pharma EKP |
| ---------------------- | ---------------------- | ---------------------- |
| Num                    | Coureur                | Pos                    |
| 121                    | Urko Berrade (ESP)     | 39e                    |
| 122                    | Pablo Castrillo (ESP)  | 16e                    |
| 123                    | José Félix Parra (ESP) | 76e                    |
| 124                    | Jon Agirre (ESP)       | AB                     |
| 125                    | Ibon Ruiz (ESP)        | 31e                    |
| 126                    | Jorge Gutiérrez (ESP)  | 49e                    |

| Euskaltel-Euskadi EUS | Euskaltel-Euskadi EUS  | Euskaltel-Euskadi EUS |
| --------------------- | ---------------------- | --------------------- |
| Num                   | Coureur                | Pos                   |
| 131                   | Xabier Isasa (ESP)     | 27e                   |
| 132                   | Asier Etxeberria (ESP) | 63e                   |
| 133                   | Txomin Juaristi (ESP)  | 84e                   |
| 134                   | Mikel Bizkarra (ESP)   | 40e                   |
| 135                   | Gotzon Martín (ESP)    | 14e                   |
| 136                   | Ibai Azurmendi (ESP)   | 101e                  |
| 137                   | Iker Mintegi (ESP)     | 28e                   |

| Sabgal-Anicolor SAT | Sabgal-Anicolor SAT    | Sabgal-Anicolor SAT |
| ------------------- | ---------------------- | ------------------- |
| Num                 | Coureur                | Pos                 |
| 141                 | Artem Nych             | 98e                 |
| 142                 | Oliver Rees (GBR)      | AB                  |
| 143                 | Rafael Reis (POR)      | 72e                 |
| 144                 | André Carvalho (POR)   | 90e                 |
| 145                 | Gabriel Baptista (POR) | AB                  |
| 146                 | Tiago Silva (POR)      | HD                  |

| Efapel Cycling EFL | Efapel Cycling EFL      | Efapel Cycling EFL |
| ------------------ | ----------------------- | ------------------ |
| Num                | Coureur                 | Pos                |
| 151                | Henrique Casimiro (POR) | AB                 |
| 152                | Alexander Grigoriev     | 91e                |
| 153                | Tiago Antunes (POR)     | 82e                |
| 154                | Abner González (PUR)    | HD                 |
| 155                | Pedro Pinto (POR)       | 85e                |
| 156                | Keegan Swirbul (USA)    | AB                 |
| 157                | Viacheslav Ivanov       | 92e                |

| ABTF Betão-Feirense CDF | ABTF Betão-Feirense CDF | ABTF Betão-Feirense CDF |
| ----------------------- | ----------------------- | ----------------------- |
| Num                     | Coureur                 | Pos                     |
| 161                     | Afonso Eulálio (POR)    | AB                      |
| 162                     | Fábio Oliveira (POR)    | AB                      |
| 163                     | Óscar Cabedo (ESP)      | AB                      |
| 164                     | Pedro Andrade (POR)     | AB                      |
| 165                     | Ivo Pinheiro (POR)      | 75e                     |
| 166                     | Diogo Oliveira (POR)    | HD                      |
| 167                     | Pedro Silva (POR)       | 71e                     |

| Tavfer-Ovos Matinados-Mortágua TAV | Tavfer-Ovos Matinados-Mortágua TAV | Tavfer-Ovos Matinados-Mortágua TAV |
| ---------------------------------- | ---------------------------------- | ---------------------------------- |
| Num                                | Coureur                            | Pos                                |
| 171                                | Bruno Silva (POR)                  | AB                                 |
| 172                                | João Matias (POR)                  | AB                                 |
| 173                                | Leangel Linarez (VEN)              | AB                                 |
| 174                                | Rafael Barbas (POR)                | AB                                 |
| 175                                | Nicolás Sáenz (COL)                | AB                                 |
| 176                                | César Martingil (POR)              | AB                                 |
| 177                                | Gonçalo Amado (POR)                | 59e                                |

| Kelly-Simoldes-UDO GSU | Kelly-Simoldes-UDO GSU    | Kelly-Simoldes-UDO GSU |
| ---------------------- | ------------------------- | ---------------------- |
| Num                    | Coureur                   | Pos                    |
| 181                    | Luís Gomes (POR)          | 53e                    |
| 182                    | Rui Carvalho (POR)        | 60e                    |
| 183                    | Francisco Guerreiro (POR) | 95e                    |
| 184                    | Tiago Ferreira (POR)      | AB                     |
| 185                    | Francisco Alves (POR)     | AB                     |
| 186                    | Noah Campos (POR)         | HD                     |
| 187                    | André Ribeiro (POR)       | AB                     |

| AP Hotels & Resorts-Tavira-SC Farense ATF | AP Hotels & Resorts-Tavira-SC Farense ATF | AP Hotels & Resorts-Tavira-SC Farense ATF |
| ----------------------------------------- | ----------------------------------------- | ----------------------------------------- |
| Num                                       | Coureur                                   | Pos                                       |
| 191                                       | Delio Fernández (ESP)                     | AB                                        |
| 192                                       | Ruben Simao (POR)                         | AB                                        |
| 193                                       | Diogo Pinto (POR)                         | AB                                        |
| 194                                       | Venceslau Fernandes (POR)                 | AB                                        |
| 195                                       | Afonso Silva (POR)                        | AB                                        |
| 196                                       | Miguel Salgueiro (POR)                    | AB                                        |
| 197                                       | Euclides Chingui (ANG)                    | AB                                        |

| Credibom-LA Alumínios-Marcos Car LAA | Credibom-LA Alumínios-Marcos Car LAA | Credibom-LA Alumínios-Marcos Car LAA |
| ------------------------------------ | ------------------------------------ | ------------------------------------ |
| Num                                  | Coureur                              | Pos                                  |
| 201                                  | Luís Fernandes (POR)                 | 88e                                  |
| 202                                  | François Vie (POR)                   | AB                                   |
| 203                                  | Diogo Narciso (POR)                  | 93e                                  |
| 204                                  | Rodrigo Caixas (POR)                 | AB                                   |
| 205                                  | João Oliveira (POR)                  | AB                                   |
| 206                                  | João Macedo (POR)                    | HD                                   |
| 207                                  | Emanuel Duarte (POR)                 | AB                                   |

| Aviludo-Louletano-Loulé Concelho AVL | Aviludo-Louletano-Loulé Concelho AVL | Aviludo-Louletano-Loulé Concelho AVL |
| ------------------------------------ | ------------------------------------ | ------------------------------------ |
| Num                                  | Coureur                              | Pos                                  |
| 211                                  | Daniel Viegas (POR)                  | AB                                   |
| 212                                  | Sergio García González (ESP)         | 55e                                  |
| 213                                  | Nicolás Tivani (ARG)                 | AB                                   |
| 214                                  | Tomás Contte (ARG)                   | 104e                                 |
| 215                                  | Tomás Martins (POR)                  | AB                                   |
| 216                                  | Carlos Oyarzún (CHI)                 | 96e                                  |
| 217                                  | David Domínguez (ESP)                | 99e                                  |

| Rádio Popular-Paredes-Boavista RPB | Rádio Popular-Paredes-Boavista RPB | Rádio Popular-Paredes-Boavista RPB |
| ---------------------------------- | ---------------------------------- | ---------------------------------- |
| Num                                | Coureur                            | Pos                                |
| 221                                | César Fonte (POR)                  | AB                                 |
| 222                                | Hugo Nunes (POR)                   | 103e                               |
| 223                                | Tiago Leal (POR)                   | AB                                 |
| 224                                | Francisco Peñuela (VEN)            | 97e                                |
| 225                                | Tiago Nunes (POR)                  | AB                                 |
| 226                                | Daniel Dias (POR)                  | AB                                 |
| 227                                | Hélder Gonçalves (POR)             | 61e                                |